# جک مکنزی
جک مَکِنزی (انگلیسی: Jack MacKenzie؛ ۱۳ سپتامبر ۱۸۹۲ – ۱۹ دسامبر ۱۹۷۹) یک فیلم‌بردار اهل بریتانیا بود که اغلب کارهایش را در ایالات متحده آمریکا به انجام رسانید. در دوران سینمای صامت مکنزی در هالیوود فعالیت می‌کرد. در سال ۱۹۳۰ میلادی از طرف آر.ک.ئو برای فیلم‌برداری ۲ فیلم به لندن اعزام شد. مکنزی پس از آن که به آمریکا بازگشت به‌طور گسترده و از سال ۱۹۵۱ میلادی در تولید فیلم‌های کم هزینهٔ متعدد، در صنعت تلویزیون که در حال توسعه بود، مشغول به کار شد.

## منتخب فیلم‌شناسی
- شب بانوان در حمام (۱۹۲۸)
- فرار (۱۹۳۰)
- پرنده‌های شکاری (۱۹۳۰)
- پسران مومیایی (۱۹۳۶)
- زن جنگل (۱۹۴۴)
- جزیره مردگان (فیلم) (۱۹۴۵)